# Jack Duffy
Jack Duffy (Northford, Connecticut, 1970. szeptember 25. –) amerikai profi jégkorongozó.

## Pályafutása
Komolyabb karrierjét a Yale Egyetemen kezdte 1989-ben. Az egyetemi csapatban 1993-ig játszott. A National Hockey League-be hivatalos drafton nem választotta ki egyetlen csapat sem csak az akkor még létező supplemental drafton, amin az egyetemi játékosokat választották ki. Így az 1991-es NHL Supplemental Drafton a New York Islanders kiválasztotta őt a 10. helyen. Felnőtt pályafutását az IHL-es Las Vegas Thunderben kezdte 1993 végén, majd a szezont az ECHL-es Knoxville Cherokeesban fejezte be. 1994 és 1996 között az IHL-es Chicago Wolvesban játszott és innen vonult vissza.

## Díjai
- NCAA (Kelet) Első All-American Csapat: 1993